# 上板町

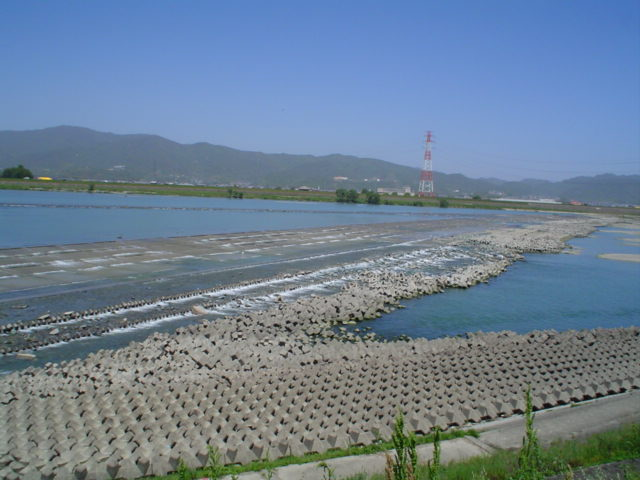
吉野川第十堰

上板町（かみいたちょう）は、徳島県の北東部に位置する町で、板野郡に属する。町のほとんどが、吉野川の北岸に位置する。
堰の改良計画をめぐり世論を二分し住民投票も行われた吉野川の第十堰は、この上板町と対岸の石井町の間にある。産業面では、藍染めの原料となる藍すくもや、高級和菓子などに使われる阿波和三盆糖の産地でもある。

## 地理
上板町は徳島県の北東部に位置し、北に阿讃山脈、南に吉野川で挟まれる。町中央を東西に中央構造線が走り、その北側の山地部と南側の平野部を分ける。町の最高峰は、標高691mの大山である。
阿讃山脈を源流とする宮川内谷川、泉谷川、大山谷川などの谷川は複数の扇状地を形成し、古くから人が住みついていた。一方でこれらの谷川は平野部で天井川となり、古来よりたびたび氾濫を繰り返してきた。
吉野川は四国三郎とも呼ばれ、暴れ川として知られるが、上板町では農地や牧草地を形成する恵みの川と位置付けられている。

### 自然
- 山 : 大山
- 河川 : 吉野川、宮川内谷川、泉谷川

### 隣接している自治体
- 吉野川市
- 阿波市
- 板野郡 : 板野町、藍住町
- 名西郡 : 石井町
- 香川県東かがわ市

## 歴史
現在の上板町に相当する地域は、徳島県でもっとも古くから開けた地域であり、阿讃山脈山麓からは、1万年以上前の旧石器時代の石器、縄文土器、平安時代の銅鐸などが出土する。大化の改新による公地公民制による郡制度により、阿波国では板野郡、名方郡など7郡が設置された。名方郡は896年（寛平8年）に名西郡と名東郡に分離した。板野郡は902年に板東郡と板西郡に分割されたが、1644年に両郡は合併されて元の板野郡に戻った。
江戸時代には徳島藩が農業振興に力を入れ、現在の田畑の殆どがこの時代の新田開発によって開拓された。また殖産振興政策により阿波藍と阿波和三盆糖の生産が盛んになった。1889年（明治22年）の町村制施行により、七条村・鍛冶屋原村・引野村・泉谷村が合併して板野郡松島町が、西分村・神宅村・椎本村が合併して同郡大山村が、瀬部村・高瀬村・高磯村・上六条村・下六条村・佐藤塚村・第十新田が合併して名西郡高志村が成立した。
2008年、し尿処理の中継運搬問題をめぐって続いていた町長派と反町長派の対立が激化。町長の松尾國玄が議会で否決された中継運搬費を盛り込んだ予算案を専決処分したため、町長の解職請求（リコール）運動が行われた。3月23日に行われた住民投票の結果、リコール賛成派が反対派の2倍近い得票を獲得し、町長の松尾は失職した。町長失職に伴う町長選挙が行われ、反町長派で町議会議員の納田伸春が当選し、新町長に就任した。2013年8月、中学校体育館新築工事をめぐり、共謀して建設業者に最低制限価格を漏らした官製談合防止法違反の疑いで町長の納田伸春と前町長リコールの会の会長の梶田道男らが逮捕された。同年10月、納田前町長の辞職に伴う町長選挙が行われ、元衆議院議員の七条明が当選した。

### 沿革
- 1955年（昭和30年）3月31日 - 板野郡大山村・松島町・名西郡高志村が合併して発足[11]。
- 1960年 - 町内3中学校を統合。上板町立上板中学校となる。
- 1972年（昭和47年）1月1日 - 町章を制定[11][12]。
- 1972年（昭和42年）1月16日 - 鍛冶屋原線が廃止。これにより、町内を通過する鉄道はなくなった。
- 1982年（昭和57年）- 町役場が改築され[13]、新庁舎2階に公民館が設けられる[14]。
- 1984年（昭和59年）- 町役場旧庁舎跡に農村環境改善センターが完成[15]。
- 1995年（平成07年）- 徳島自動車道の藍住、脇町間が開通。町内には上板サービスエリアが設置される。
- 2008年（平成18年）- 松尾國玄をリコール。出直し選挙戦で、現職の松尾國玄を破った納田伸春が町長に就任した。
- 2013年（平成25年）- 納田伸春が官製談合の疑いで逮捕。出直し選挙戦で、元職の松尾國玄を破った七条明が町長に就任した。
- 2017年（平成29年）- 任期満了に伴う町長選挙で、現職の七条明を6票差で破った松田卓男が町長に就任した。

## 地域

### 大字
| 郵便番号 | 大字                   |
| -------- | ---------------------- |
| 771-1301 | 鍛冶屋原（かじやばら） |
| 771-1302 | 七條                   |
| 771-1310 | 泉谷                   |
| 771-1311 | 引野                   |
| 771-1320 | 神宅                   |
| 771-1330 | 西分（にしぶん）       |
| 771-1341 | 第十新田               |
| 771-1342 | 佐藤塚                 |
| 771-1343 | 椎本                   |
| 771-1344 | 下六條                 |
| 771-1345 | 上六條                 |
| 771-1346 | 高磯                   |
| 771-1347 | 高瀬                   |
| 771-1350 | 瀬部                   |

## 行政・議会

### 歴代町長
| 代   | 氏名     | 就任           | 退任           | 備考                                          |
| ---- | -------- | -------------- | -------------- | --------------------------------------------- |
| 初代 | 納田徳雄 | 1955年         | 1962年         |                                               |
| 2代  | 松尾敏夫 | 1962年         | 1975年         |                                               |
| 3代  | 富永貢   | 1975年         | 1986年         |                                               |
| 4代  | 吉岡義人 | 1986年         | 2006年         |                                               |
| 5代  | 松尾國玄 | 2006年         | 2008年3月23日  | 2008年3月23日、リコールを受け辞職             |
| 6代  | 納田伸春 | 2008年4月27日  | 2013年         | 2013年8月28日、官製談合防止法違反の疑いで逮捕 |
| 7代  | 七条明   | 2013年10月20日 | 2017年10月19日 |                                               |
| 8代  | 松田卓男 | 2017年10月20日 | 現職           |                                               |

### 衆議院
- 選挙区：徳島2区（鳴門市、吉野川市、阿波市、美馬市、三好市、板野郡、美馬郡、三好郡）
- 任期：2021年10月31日 - 2025年10月30日
- 投票日：2021年10月31日
- 当日有権者数：260,655人
- 投票率：50.99％

| 当落 | 候補者名   | 年齢 | 所属党派   | 新旧別 | 得票数   | 重複 |
| ---- | ---------- | ---- | ---------- | ------ | -------- | ---- |
| 当   | 山口俊一   | 71   | 自由民主党 | 前     | 76,879票 | ○    |
|      | 中野真由美 | 50   | 立憲民主党 | 新     | 43,473票 | ○    |
|      | 久保孝之   | 58   | 日本共産党 | 新     | 8,851票  |      |

## 経済
江戸時代から阿波藍、阿波和三盆糖の生産が盛んであった。いずれも明治後期に輸入品に押されて衰退したものの、現在に至るまで生産は続けられ、上板町の特産品として知られている。
近年では平野部では稲作を初めとし、キク、洋ニンジン、レタス、ホウレンソウ、イチゴなどの花卉や都市近郊型野菜、山間部では柿や桃などの果樹栽培が盛んである。また徳島県最大の酪農地帯でもある。2000年（平成12年）調査によれば、農家数は1107戸、経営耕地面積は田815ha、畑176ha、農家人口は4859人となっている。
商業に関しては2002年調査で、小売商店数131店、その年間販売額約131億円、卸売り商店数11、年間販売額約6億6千万円となっている。町や商工会議所では、特産の藍、和三盆糖に関連した商品開発などによる観光商業振興を図っている。

## 友好都市
- 沖縄県石垣市

## 地域

### 人口
| |                                        |  |
| 上板町と全国の年齢別人口分布（2005年） | 上板町の年齢・男女別人口分布（2005年） |  |
| ■紫色 ― 上板町 ■緑色 ― 日本全国 | ■青色 ― 男性 ■赤色 ― 女性              |  |
| 上板町（に相当する地域）の人口の推移 \| 1970年（昭和45年） \| 11,234人 \| \| \| 1975年（昭和50年） \| 11,676人 \| \| \| 1980年（昭和55年） \| 12,074人 \| \| \| 1985年（昭和60年） \| 12,523人 \| \| \| 1990年（平成2年） \| 12,546人 \| \| \| 1995年（平成7年） \| 12,721人 \| \| \| 2000年（平成12年） \| 12,952人 \| \| \| 2005年（平成17年） \| 13,123人 \| \| \| 2010年（平成22年） \| 12,727人 \| \| \| 2015年（平成27年） \| 12,039人 \| \| \| 2020年（令和2年） \| 11,384人 \| \| |                                        |  |
| 総務省統計局 国勢調査より |                                        |  |
| 1970年（昭和45年） | 11,234人                               |  |
| 1975年（昭和50年） | 11,676人                               |  |
| 1980年（昭和55年） | 12,074人                               |  |
| 1985年（昭和60年） | 12,523人                               |  |
| 1990年（平成2年） | 12,546人                               |  |
| 1995年（平成7年） | 12,721人                               |  |
| 2000年（平成12年） | 12,952人                               |  |
| 2005年（平成17年） | 13,123人                               |  |
| 2010年（平成22年） | 12,727人                               |  |
| 2015年（平成27年） | 12,039人                               |  |
| 2020年（令和2年） | 11,384人                               |  |

### 教育

#### 中学校
- 上板町立上板中学校

#### 小学校
- 上板町立松島小学校
- 上板町立神宅小学校
- 上板町立東光小学校
- 上板町立高志小学校

## 交通

### 鉄道
かつては国鉄鍛冶屋原線が通っていたが1972年に廃止された。現在、鉄道を利用する場合の最寄り駅は、JR四国高徳線板野駅。

### 路線バス
- 徳島バス
  - 鍛冶屋原線が町中心部の鍛冶屋原を発着し、徳島駅前とを結んでいる。板野駅での乗り換えも可能。

### 道路

#### 高速道路
- 徳島自動車道 : （板野町） - 上板サービスエリア - （阿波市）

#### 都道府県道
主要地方道
- 徳島県道12号鳴門池田線
- 徳島県道14号松茂吉野線
- 徳島県道15号徳島吉野線
- 徳島県道34号石井引田線

一般県道
- 徳島県道102号引田滝宮線
- 徳島県道122号板野川島線
- 徳島県道137号土成徳島線
- 徳島県道139号船戸切幡上板線
- 徳島県道234号高瀬神宅線

#### 農道
- 阿讃東部広域農道

## 観光地

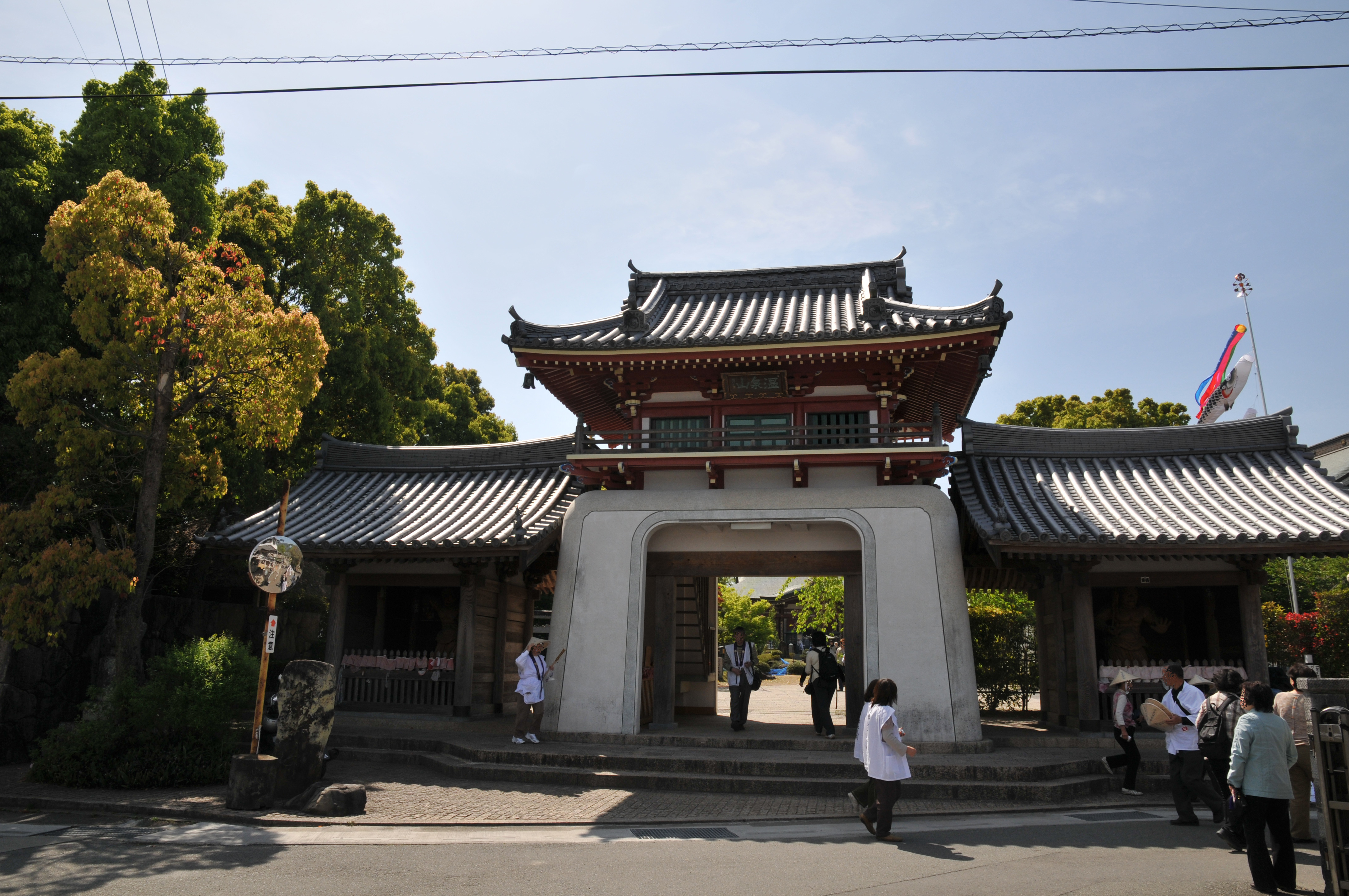
安楽寺

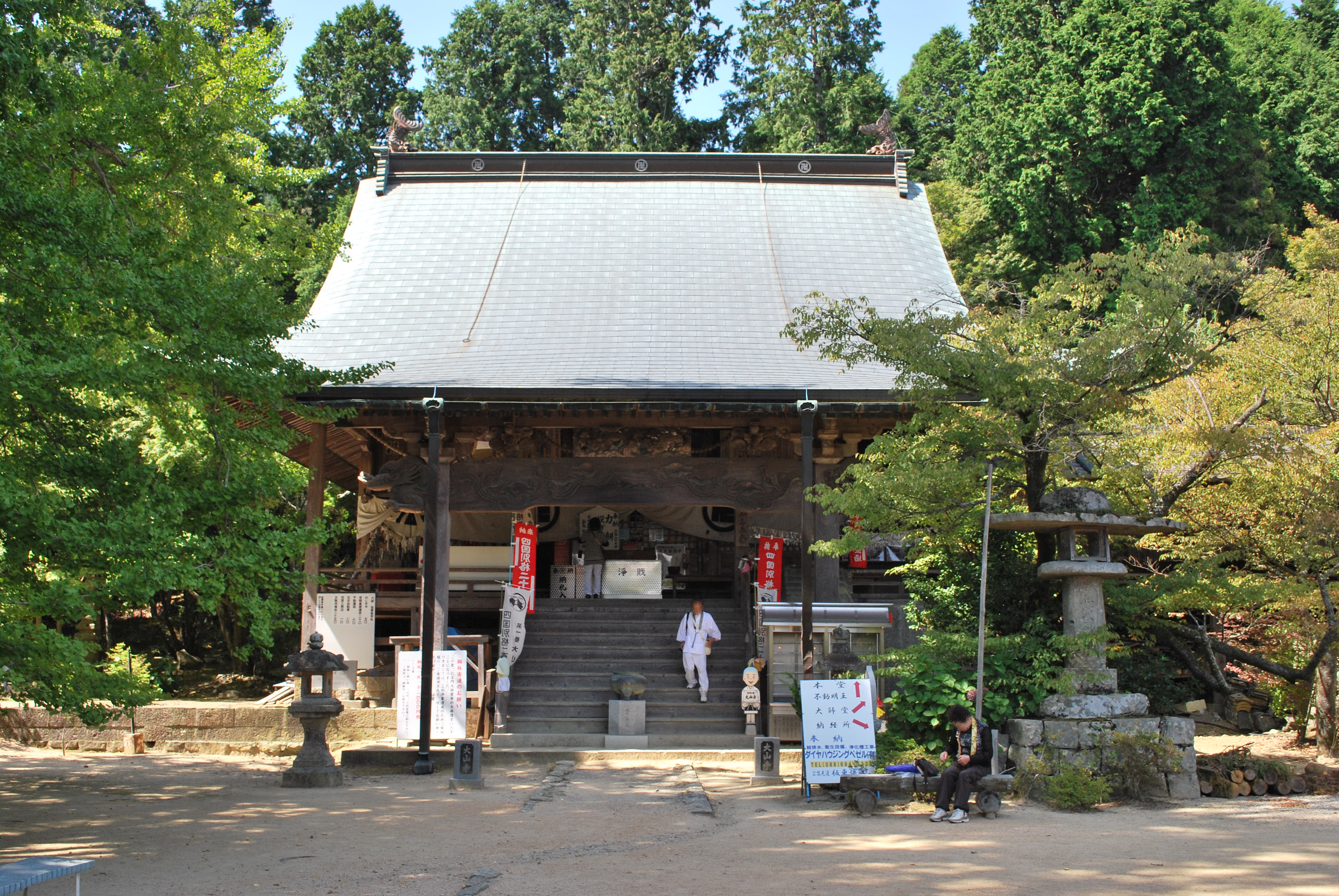
大山寺本堂

### 公園
- 台山公園
- 上板町ファミリースポーツ公園

### 名所
- 大山
  - 黒岩展望台
- 第十堰
- 乳保神社のイチョウ - 国の天然記念物[21][22]
- 松島千本桜（徳島県畜産試験所）
- 猪野谷滝
- 技の館
- 上板町歴史民俗資料館
- 岡田製糖所

### 社寺・史跡
- 安楽寺 - 四国八十八箇所第六番札所
- 大山寺 - 四国別格二十霊場第一番霊場、四国三十六不動霊場第一番札所。
  - 大山寺力餅大会
- 和泉寺
- 宝蔵寺
- 萬福寺
- 法泉寺
- 円行寺
- 明照寺
- 葦稲葉神社
- 乳保神社
- 鳥羽神社
- 天目一神社
- 八坂神社
- 戸田家住宅 - 国の重要文化財[23][24]
- 七条城

## 出身・ゆかりのある人物
- 生田花世（作家、詩人） - 泉谷村出身。
- 野口英夫（山梨日日新聞社長） - 大山村出身。
- 阿部賢一（早稲田大学第8代総長） - 大山村出身。